# Neal Hart
Neal Hart, de son vrai nom Cornelius Augustus Hart Jr., est un acteur et un réalisateur américain né le 7 avril 1879 à Staten Island (État de New York) et mort le 2 avril 1949 à Los Angeles (Californie).

## Filmographie

### Comme réalisateur
- 1919 : When The Desert Smiles
- 1920 : Hell's Oasis
- 1920 : Skyfire
- 1922 : West of the Pecos
- 1922 : Lure of Gold
- 1922 : Rangeland
- 1922 : Butterfly Range
- 1922 : South of Northern Lights
- 1923 : Below the Rio Grande
- 1923 : The Devil's Bowl
- 1923 : The Forbidden Range
- 1923 : The Fighting Strain
- 1923 : Salty Saunders
- 1923 : The Secret of the Pueblo
- 1924 : Tucker's Top Hand
- 1924 : Lawless Men
- 1924 : Branded a Thief
- 1924 : The Valley of Vanishing Men (en)
- 1924 : The Left Hand Brand
- 1925 : The Verdict of the Desert
- 1927 : The Scarlet Brand
- 1928 : His Destiny

### Comme acteur

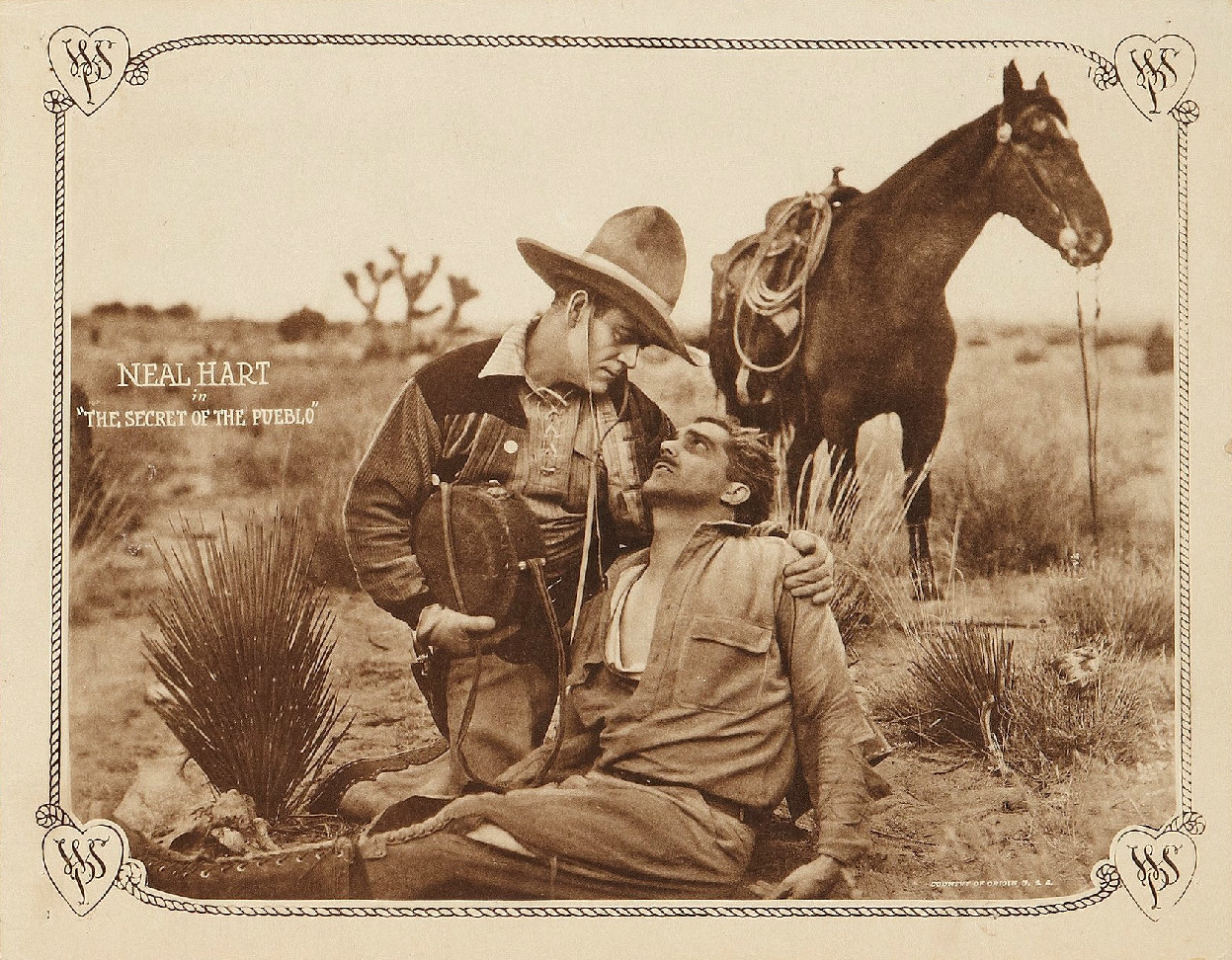
Neil Hart dans The secret of the Pueblo (1923).

- 1916 : Les Cavaliers de la nuit (The Night Riders) de Jacques Jaccard
- 1916 : The Passing of Hell's Crown de Jacques Jaccard
- 1916 : Across the Rio Grande de Jacques Jaccard
- 1916 : Love's Lariat de George Marshall
- 1916 : The Stampede in the Night de Jacques Jaccard
- 1916 : For the Love of a Girl de Harry Carey
- 1916 : Liberty, a Daughter of the U.S.A. de Jacques Jaccard
- 1916 : The Committee on Credentials de George Marshall
- 1917 : The Raid de George Marshall
- 1917 : Right-of-Way Casey de George Marshall
- 1917 : Roped In de George Marshall
- 1917 : Border Wolves de George Marshall
- 1917 : The Man from Montana de George Marshall
- 1917 : The Birth of Patriotism de E. Magnus Ingleton
- 1917 : Casey's Border Raid de George Marshall
- 1917 : The Honor of Men de George Marshall
- 1917 : They Were Four de George Marshall
- 1917 : Meet My Wife de George Marshall
- 1917 : Squaring It de George Marshall
- 1917 : Swede-Hearts de George Marshall
- 1917 : Won by Grit de George Marshall
- 1917 : Le Neuvième Jour (The Ninth Day) de George Marshall
- 1917 : Bill Brannan's Claim de George Marshall
- 1917 : Double Suspicion de George Marshall
- 1917 : The Desert Ghost de George Marshall
- 1917 : The Getaway de George Cochrane
- 1918 : Beating the Limited de George Marshall
- 1918 : A Knight of Western Land
- 1918 : The Trail of no Return de Harry Harvey
- 1918 : When Paris Green Saw Red de George Marshall
- 1918 : The Square Shooter
- 1918 : Out of the West
- 1918 : Quick Triggers de George Marshall
- 1918 : Sands of the Desert
- 1918 : Smashing Through de Elmer Clifton
- 1918 : The Dead Line
- 1918 : Quicksand de Victor Schertzinger
- 1918 : Naked Fists de George Marshall
- 1918 : The Mystery Ship de Harry Harvey
- 1918 : The Husband Hunter de George Marshall
- 1918 : Roped and Tied
- 1919 : The Black Sheep
- 1919 : The Element of Might
- 1919 : The Mission Trail
- 1919 : The Man-Getter
- 1919 : The Heart Beneath
- 1919 : Trafiquants d'armes à Cuba (The Gun Runners) de George Marshall
- 1921 : God's Gold de Webster Cullison
- 1921 : Tangled Trails de Charles Bartlett
- 1921 : The Lumber Jack
- 1921 : Black Sheep de Paul Hurst
- 1921 : Danger Valley
- 1922 : Table Top Ranch de Paul Hurst
- 1922 : The Kingfisher's Roost de Louis Chaudet
- 1922 : The Heart of a Texan de Paul Hurst
- 1923 : The Secret of the Pueblo
- 1924 : Safe Guarded
- 1930 : Trigger Tricks de B. Reeves Eason
- 1931 : Wild Horse de Richard Thorpe :  Hank Howard
- 1931 : Reckless Rider de Armand Schaefer
- 1932 : The Adventures of Beatle (Guns for Hire) de Lewis D. Collins
- 1933 : The Dude Bandit de George Melford
- 1938 : The Renegade Ranger de David Howard
- 1946 : La Ville des sans-loi (Badman's Territory) de Tim Whelan